# Óscar Faura
Óscar Faura es un director de fotografía español conocido principalmente por su trabajo en  El orfanato , Los ojos de Julia, Lo imposible, Un monstruo viene a verme y The Imitation Game.

## Filmografía
| Año  | Largometraje                              | Función                | Función                            | Función            |
| Año  | Largometraje                              | Director de fotografía | Director de fotografía (asistente) | Operador de cámara |
| ---- | ----------------------------------------- | ---------------------- | ---------------------------------- | ------------------ |
| 1999 | Endorra                                   | Sí                     |                                    |                    |
| 1999 | Los sin nombre                            |                        |                                    | Sí                 |
| 1999 | Los cuentos de tío Paco                   |                        |                                    | Sí                 |
| 2005 | Frágiles (película)                       |                        | Sí                                 |                    |
| 2005 | Hombre                                    | Sí                     |                                    |                    |
| 2006 | El camino de los ingleses                 |                        | Sí                                 |                    |
| 2007 | El orfanato                               | Sí                     |                                    |                    |
| 2007 | Las manos del pianista                    | Sí                     |                                    |                    |
| 2007 | REC 2                                     |                        |                                    | Sí                 |
| 2008 | Transsiberian                             |                        | Sí                                 |                    |
| 2009 | Spanish Movie                             | Sí                     |                                    |                    |
| 2009 | Ágora                                     |                        | Sí                                 |                    |
| 2010 | Los ojos de Julia                         | Sí                     |                                    |                    |
| 2010 | Biutiful                                  |                        |                                    | Sí                 |
| 2012 | El cuerpo                                 | Sí                     |                                    |                    |
| 2012 | Lo imposible                              | Sí                     |                                    |                    |
| 2013 | Mindscape                                 | Sí                     |                                    |                    |
| 2014 | The Imitation Game                        | Sí                     |                                    |                    |
| 2016 | Un monstruo viene a verme                 | Sí                     |                                    |                    |
| 2018 | Jurassic World: El reino caído            | Sí                     |                                    |                    |
| 2021 | Distancia de Rescate                      | Sí                     |                                    |                    |
| 2022 | The Lord of the Rings: The Rings of Power | Sí                     |                                    |                    |
| 2024 | Young Woman and the Sea                   | Sí                     |                                    |                    |

## Premios
Premios Goya
| Año  | Categoría        | Película                  | Resultado |
| ---- | ---------------- | ------------------------- | --------- |
| 2013 | Mejor fotografía | Lo imposible              | Nominado  |
| 2017 | Mejor fotografía | Un monstruo viene a verme | Ganador   |

Premios Platino
| Año  | Categoría                     | Película                  | Resultado |
| ---- | ----------------------------- | ------------------------- | --------- |
| 2017 | Mejor dirección de fotografía | Un monstruo viene a verme | Ganador   |

Medallas del Círculo de Escritores Cinematográficos
| Año  | Categoría        | Película                  | Resultado |
| ---- | ---------------- | ------------------------- | --------- |
| 2007 | Mejor fotografía | El orfanato               | Nominado  |
| 2012 | Mejor fotografía | Lo imposible              | Nominado  |
| 2016 | Mejor fotografía | Un monstruo viene a verme | Ganador   |

- Nominación Premios del Cine Europeo a la mejor fotografía El orfanato